# Ayashi no Ceres
Ayashi no Ceres (妖しのセレス, Ayashi no Seresu, littéralement Un conte de fée céleste) est un manga de Yū Watase. Il a été prépublié entre 1996 et 2000 dans le magazine Shōjo Comic de l'éditeur Shōgakukan et a été compilé en un total de quatorze volumes,. La version française est publiée en intégralité par Tonkam.
En 1998, le manga est récompensé par le prix Shōgakukan dans la catégorie Shōjo.
Une adaptation en série télévisée d'animation produite par le studio Pierrot a été diffusée entre avril et septembre 2000 sur WOWOW.

## Résumé
La légende veut qu'il y ait bien longtemps une tennyo (une créature céleste, plus précisément une nymphe) se soit fait voler ses vêtements alors qu'elle se baignait à une source. Ne pouvant plus rentrer chez elle, elle finit par épouser un pêcheur, sans savoir que c'était en fait lui le voleur. Jusqu'au jour où elle apprit la vérité de la bouche de ses enfants, et c'est alors qu'elle décida de… cette légende n'existe pas seulement au Japon, mais dans la plupart des pays, et personne n'en connaît la fin.
La veille de son seizième anniversaire, Aya Mikagé fait une chute accidentelle du haut d'un pont. À sa grande surprise, au lieu de s'écraser dans le vide, elle flotte doucement jusqu'au sol. Peu après, un garçon mystérieux lui porte secours alors qu'elle manque de se faire écraser par une voiture.
Cet anniversaire est décidément marqué du sceau du destin. En effet, la jeune fille et son frère jumeau Aki se rendent à cette occasion dans la résidence de leur grand-père. Là elle revoit le garçon mystérieux qui l'avait sauvé. Elle découvre qu'il s'appelle Toya et qu'il travaille pour son cousin Kagami. Mais en guise de cadeau d'anniversaire, Aya subit un étrange test devant toute la famille Mikagé rassemblée. Ce test révèle que Aya possède dans ses veines du sang de nymphe céleste : les Mikagé se voient obligés d'exécuter Aya. Elle est sauvée in extremis par Yuhi, le beau-frère d'une fille qui possède elle aussi du sang de nymphe nommée Suzumi.
Pendant ce temps, Kagami décide d'utiliser Toya pour combattre les pouvoirs de Aya. Mais le père de Aya, en essayant de défendre sa fille bien-aimée, est tué par les hommes de mains de Kagami. La mère de Aya, à qui Kagami a dit que sa fille avait tué son mari devient folle et agresse Aya. Acculée au mur, face à la mort, Aya perd le contrôle d'elle-même et laisse sortir au grand jour la nymphe qui est en elle, Cérès…

## Personnages
- Aya (御景 妖, Mikage Aya?)
- Cérès (セレス, Seresu?)
- Aki (御景 明, Mikage Aki?)
- Tooya (十夜, Tōya?)
- Yuhi (梧 雄飛, Aogiri Yūhi?)
- Suzumi (梧 納涼, Aogiri Suzumi?)
- Chidori (来間 千鳥, Kuruma Chidori?)
- Kagami (御景 各臣, Mikage Kagami?)
- Shuro (司 珠呂, Tsukasa Shuro?)
- Kyou (小田 玖, Ota Kyū?)
- Alexander (アレク, Areku?)

## Anime

### Fiche technique
- Année : 2000
- Réalisation : Hajime Kamegaki
- Character design : Hideyuki Motohashi
- Créateur original : Yū Watase
- Musique : Ryo Sakai
- Animation : Studio Pierrot
- Licencié en France par : Dybex
- Nombre d'épisodes : 24

### Liste des épisodes
| No | Titre français         | Titre japonais             | Titre japonais                        | Date de 1re diffusion |
| No | Titre français         | Kanji                      | Rōmaji                                | Date de 1re diffusion |
| -- | ---------------------- | -------------------------- | ------------------------------------- | --------------------- |
| 01 | 16 Etoiles             | 16の星と月が巡る日         | Juroku no Hoshi to Tsuki ga Meguru Hi | 20 avril 2000         |
| 02 | Premier Baiser         | 天女のファーストキス       | Tennyo no Fāsuto Kisu                 | 27 avril 2000         |
| 03 | Venue du Ciel          | 下界へ降りし者             | Gekai he Orishi Mono                  | 4 mai 2000            |
| 04 | Le Manteau de Plume    | 奪われた羽衣               | Ubawareta Hagoromo                    | 11 mai 2000           |
| 05 | Le destin de Toya      | 十夜の宿命                 | Tooya no Shukumei                     | 18 mai 2000           |
| 06 | Projet C               | Cプロジェクト              | C Purojekuto                          | 25 mai 2000           |
| 07 | Réveil Céleste         | 目覚めたCゲノマー          | Mezameta C Genomā                     | 1er juin 2000         |
| 08 | The Mikage Conspiracy  | 御景家の陰謀               | La Conspiration des Mikage            | 8 juin 2000           |
| 09 | Promesse de nymphe     | 天女の誓い                 | Tennyo no Chikai                      | 15 juin 2000          |
| 10 | Le rêve de Shota       | 千鳥の飛翔                 | Chidori no Hishou                     | 22 juin 2000          |
| 11 | Sentiments confus      | うごきだす気持(こころ)     | Ugokidasu Kokoro                      | 29 juin 2000          |
| 12 | Le collier d'Aya       | 銀のチョーカー             | Gin no Chōkā                          | 6 juillet 2000        |
| 13 | La relique des Mikage  | 御景家の御神体             | Mikageke no Goshintai                 | 13 juillet 2000       |
| 14 | Le retour de l'ancêtre | 覚醒した始祖               | Kakuseishita Shiso                    | 20 juillet 2000       |
| 15 | Le passé de Toya       | 十夜の過去                 | Tooya no Kako                         | 27 juillet 2000       |
| 16 | Une autre Ceres        | もうひとりのセレス         | Mou Hitori no Seresu                  | 3 août 2000           |
| 17 | Tendresse ensorcelante | 魅きよせられる愛（ちから） | Hikiyoserareru Chikara                | 10 août 2000          |
| 18 | Bonheur éphémère       | つかの間の幸せ             | Tsukanoma no Shiawase                 | 17 août 2000          |
| 19 | L'aveu de Chidori      | 千鳥の告白                 | Chidori no Kokuhaku                   | 24 août 2000          |
| 20 | La mort de Toya        | 十夜死す                   | Tooya Shisu                           | 31 août 2000          |
| 21 | L'ancienne nymphe      | いにしえの天女             | Inishie no Tennyo                     | 7 septembre 2000      |
| 22 | Un air de rédemption   | 復讐の歌声                 | Fukushū no Utagoe                     | 14 septembre 2000     |
| 23 | Renaissance            | 甦ったミカギ               | Yomigaetta Mikagi                     | 21 septembre 2000     |
| 24 | Le dénouement          | 最後の決着をつける時       | Saigo no Kecchaku o Tukeru Toki       | 28 septembre 2000     |

### Doublage
| Personnages | Voix japonaises   |
| Aya         | Yumi Kakazu       |
| Cérès       | Junko Iwao        |
| Aki         | Susumu Chiba      |
| Toya        | Katsuyuki Konishi |
| Yuhi        | Kentarou Itou     |
| Suzumi      | Mayumi Asano      |
| Chidori     | Ayako Kawasumi    |
| Kagami      | Tomokazu Sugita   |
| Shuro       | Shizuka Sasaki    |
| Alexander   | Tomokazu Seki     |
| ----------- | ----------------- |